# Cereus lamprospermus
Cereus lamprospermus är en kaktusväxtart som beskrevs av Karl Moritz Schumann. Cereus lamprospermus ingår i släktet Cereus och familjen kaktusväxter.

## Underarter
Arten delas in i följande underarter:
- C. l. colosseus
- C. l. lamprospermus